# Плентівуд (Монтана)
Плентівуд (англ. Plentywood) — місто (англ. city) в США, в окрузі Шерідан штату Монтана. Населення — 1669 осіб (2020).

## Географія
Плентівуд розташований за координатами 48°46′30″ пн. ш. 104°33′23″ зх. д. / 48.77500° пн. ш. 104.55639° зх. д. (48.774972, -104.556482).  За даними Бюро перепису населення США в 2010 році місто мало площу 3,03 км², уся площа — суходіл. В 2017 році площа становила 3,51 км², уся площа — суходіл.

### Клімат
| Клімат : Плентівуд                 | Клімат : Плентівуд | Клімат : Плентівуд | Клімат : Плентівуд | Клімат : Плентівуд | Клімат : Плентівуд | Клімат : Плентівуд | Клімат : Плентівуд | Клімат : Плентівуд | Клімат : Плентівуд | Клімат : Плентівуд | Клімат : Плентівуд | Клімат : Плентівуд | Клімат : Плентівуд |
| Показник                           | Січ.               | Лют.               | Бер.               | Квіт.              | Трав.              | Черв.              | Лип.               | Серп.              | Вер.               | Жовт.              | Лист.              | Груд.              | Рік                |
| Абсолютний максимум, °C            | 15,0               | 20,0               | 25,0               | 31,7               | 36,1               | 40,6               | 41,7               | 40,0               | 38,3               | 35,6               | 23,9               | 12,8               | 41,7               |
| Середній максимум, °C              | −6,2               | −1,2               | 5,6                | 14,5               | 21,3               | 26,1               | 29,0               | 28,6               | 21,9               | 14,5               | 2,8                | −4,2               | 12,8               |
| Середня температура, °C            | −12,6              | −7,7               | −1,2               | 6,4                | 13,1               | 18,1               | 20,4               | 19,8               | 13,3               | 6,6                | −3,2               | −10,2              | 5,3                |
| Середній мінімум, °C               | −19,1              | −14,1              | −7,9               | −1,6               | 4,8                | 10,1               | 11,9               | 11,1               | 4,6                | −1,4               | −9,3               | −16,3              | −2,2               |
| Абсолютний мінімум, °C             | −41,7              | −40,6              | −36,1              | −21,1              | −12,8              | −2,2               | 2,8                | 0,0                | −8,9               | −23,9              | −33,3              | −37,8              | −41,7              |
| Норма опадів, мм                   | 9                  | 8                  | 15                 | 21                 | 47                 | 70                 | 57                 | 35                 | 35                 | 18                 | 10                 | 9                  | 334                |
| ---------------------------------- | ------------------ | ------------------ | ------------------ | ------------------ | ------------------ | ------------------ | ------------------ | ------------------ | ------------------ | ------------------ | ------------------ | ------------------ | ------------------ |
| Джерело: NOAA (normals, 1971–2000) |                    |                    |                    |                    |                    |                    |                    |                    |                    |                    |                    |                    |                    |

## Демографія
Згідно з переписом 2010 року, у місті мешкали 1734 особи в 820 домогосподарствах у складі 462 родин. Густота населення становила 573 особи/км².  Було 972 помешкання (321/км²).
Расовий склад населення:
| - 95,0 % — білих - 1,7 % — корінних американців - 0,7 % — азіатів - 0,2 % — чорних або афроамериканців |

До двох чи більше рас належало 2,1 %. Частка іспаномовних становила 2,1 % від усіх жителів.
За віковим діапазоном населення розподілялося таким чином: 19,1 % — особи молодші 18 років, 56,4 % — особи у віці 18—64 років, 24,5 % — особи у віці 65 років та старші. Медіана віку мешканця становила 49,7 року. На 100 осіб жіночої статі у місті припадало 91,6 чоловіків;  на 100 жінок у віці від 18 років та старших — 88,7 чоловіків також старших 18 років.
Середній дохід на одне домашнє господарство  становив 62 269 доларів США (медіана — 46 053), а середній дохід на одну сім'ю — 79 280 доларів (медіана — 67 861). Медіана доходів становила 43 958 доларів для чоловіків та 32 361 долар для жінок. За межею бідності перебувало 10,5 % осіб, у тому числі 13,0 % дітей у віці до 18 років та 1,0 % осіб у віці 65 років та старших.
Цивільне працевлаштоване населення становило 984 особи. Основні галузі зайнятості: освіта, охорона здоров'я та соціальна допомога — 21,4 %, роздрібна торгівля — 16,6 %, мистецтво, розваги та відпочинок — 11,2 %, фінанси, страхування та нерухомість — 11,1 %.